# Pedro Hugo López
Pedro Hugo López (25 ottobre 1927 – 26 ottobre 1959) è stato un calciatore cileno, di ruolo attaccante.

## Carriera

### Club
Ha sempre giocato nel campionato cileno.

### Nazionale
Con la Nazionale cilena ha partecipato al Campeonato Sudamericano nel 1947 e nel 1949.